# دايسوكي إغاراشي
دايسوكي إغاراشي (باليابانية: 五十嵐大介؛ بالكانا: いがらし だいすけ) هو مانغاكا ياباني، ولد في 2 أبريل 1969 في سايتاما في اليابان.

## روابط خارجية
- دايسوكي إغاراشي على موقع IMDb (الإنجليزية)
- دايسوكي إغاراشي على موقع قاعدة بيانات الفيلم (الإنجليزية)
- دايسوكي إغاراشي على موقع ANN person (الإنجليزية)